# Боровий провулок (Київ, Червоний хутір)
Борови́й прову́лок — провулок у Дарницькому районі міста Києва, місцевість Червоний хутір. Пролягає від тупика до вулиці Братів Чибінєєвих.
Прилучаються провулки Ялинковий та Чернігівський.
Однойменний провулок знаходиться у тому ж районі, у селищі Бортничі.

## Історія
Провулок виник у 50-х роках XX століття під назвою 233-а Нова́ ву́лиця. Сучасна назва — з 1955 року.